# عهدنامه سراب
عهدنامه سراب یا عهدنامه ایروان قرارداد صلحی میان امپراتوری صفوی و امپراتوری عثمانی بود که در پایان سری دوم جنگ‌های ۱۶۰۳-۱۶۱۸ و در تاریخ ۲۶ سپتامبر ۱۶۱۸ در پایان نبرد تبریز به امضا رسید.

## زمینه
با به امضا رسیدن عهدنامه ناصوح پاشا در سال ۱۶۱۲، عثمانی مجبور شد که مناطق شمال غربی ایران و قفقاز را به ایران پس بدهد.در عوض امپراتوری صفوی پذیرفت که سالانه ۲۰۰ بار ابریشم به عنوان خراج به عثمانی بدهد اما شاه عباس صفوی در سال ۱۶۱۵ از پرداخت این خراج خودداری کرد.

## نبرد تبریز
پس از این قضیه، عثمانی حمله‌ای را بسمت ایروان ترتیب داد تا مناطقی را که بتازگی آنها را ترک کرده بود، دوباره تصرف کند.اما سرانجام از سپاه ایران شکست خورده و مجبور به پذیرفتن عهدنامه تحمیلی دیگری از سوی ایران شد.

## موارد عهدنامه
بیشتر موارد این عهدنامه همان موارد توافق شده در عهدنامه نصوح پاشا بود ولی طبق این عهدنامه قرار شد شاه عباس به جای دویست خرمن ابریشم فقط صد خرمن ابریشم به ترکان عثمانی بدهد و آنها هیچ‌گونه ادعایی در مورد قفقاز نداشته باشند.

## پس از عهدنامه
این عهدنامه ثابت کرد که زمین‌های تصرف شده توسط هر یک از طرفین، مدت زیادی تحت حکومت آن قرار نمی‌گیرد.برای مثال در طول آن چند دهه جنگ میان ایران و عثمانی شهر بغداد چند دفعه به‌دست ایرانیان و شهر تبریز چند دفعه به‌دست عثمانی افتاد.ایران و عثمانی پس از آن تا چند دهه هم با یکدیگر مبارزه کرده و مرزهایشان جابجا شد.